# Salganea nalepae
Salganea nalepae es una especie de cucaracha del género Salganea, familia Blaberidae.

## Distribución
Esta especie se encuentra en Malasia.